# Cratere Gandzani
Gandzani  è un cratere sulla superficie di Marte.